# نايجل غريغز
نايجل غريغز (بالإنجليزية: Nigel Griggs)‏ هو عازف قيثارة بريطاني، ولد في 18 أغسطس 1949.

## وصلات خارجية
- نايجل غريغز على موقع IMDb (الإنجليزية)
- نايجل غريغز على موقع ميوزك برينز (الإنجليزية)
- نايجل غريغز على موقع أول ميوزيك (الإنجليزية)
- نايجل غريغز على موقع أول ميوزيك (الإنجليزية)
- نايجل غريغز على موقع ديسكوغز (الإنجليزية)